# Warren G. Harding

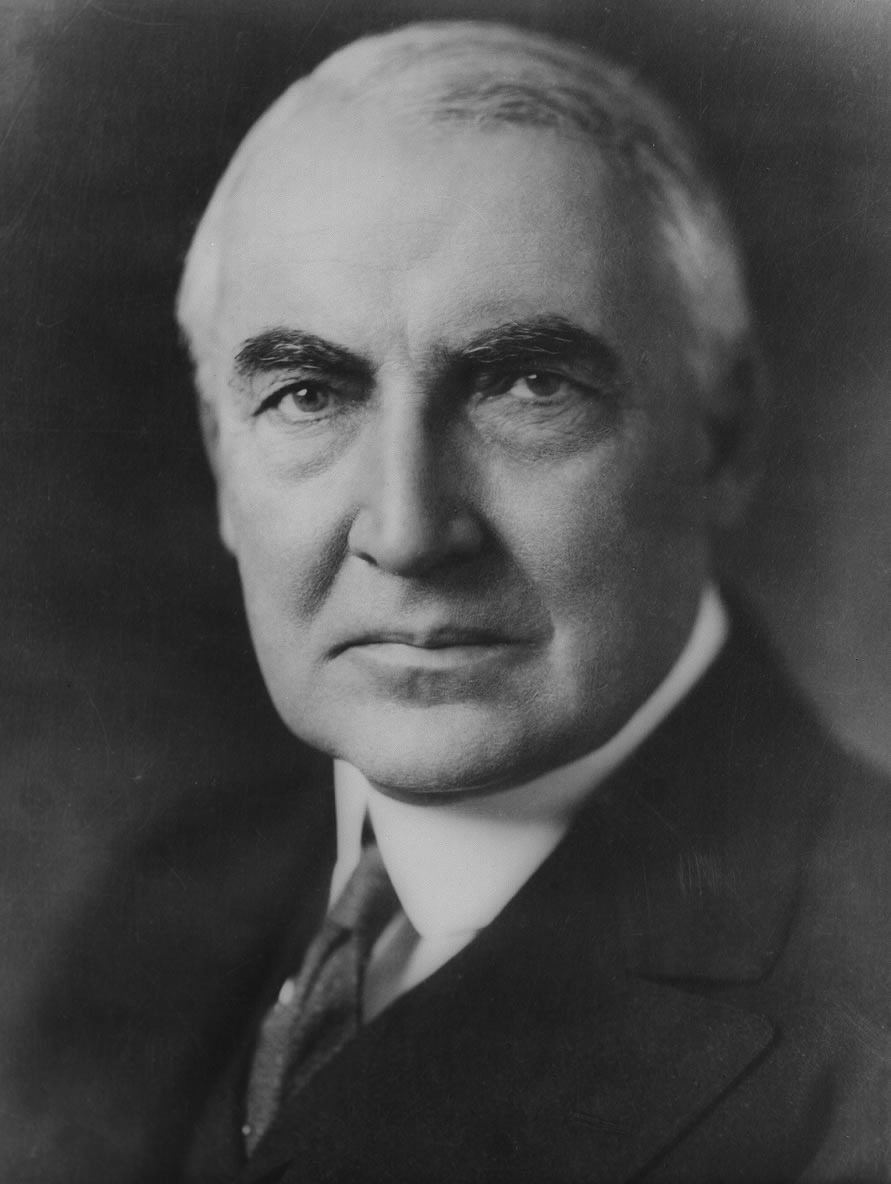
Warren G. Harding (1920)

Warren Gamaliel Harding (* 2. November 1865 in Corsica, heute Blooming Grove, Morrow County, Ohio; † 2. August 1923 in San Francisco, Kalifornien) war ein US-amerikanischer Politiker und von 1921 bis 1923 der 29. Präsident der Vereinigten Staaten.
Der Republikaner gewann die Präsidentschaftswahl 1920 – die erste, bei der Frauen wählen durften – mit dem größten prozentualen Vorsprung seit der Abschaffung des Zensuswahlrechts 1830, 60,3 % zu 34,1 %. Harding starb nach fast zwei Jahren und fünf Monaten Amtszeit unerwartet im August 1923.
Harding war ein einflussreicher Zeitungsverleger mit einer Begabung für öffentliche Auftritte. Seine politische Laufbahn begann 1899 im Senat von Ohio. Infolge zahlreicher Skandale, in die Mitglieder seiner Regierung verwickelt waren, wurde ihm der Ruf zuteil, einer der am wenigsten erfolgreichen Präsidenten der Vereinigten Staaten gewesen zu sein.

## Leben bis zur Präsidentschaft

### Kindheit und Jugend
Warren G. Harding wurde in Corsica (heute Blooming Grove), Ohio, geboren. Er war das älteste von acht Kindern von George Tryon Harding (1844–1928) und Phoebe Elizabeth Dickerson Harding (1843–1910). Sein Vater unterrichtete eine Zeit lang an einer ländlichen Schule nördlich von Mount Gilead; seine Mutter war Hebamme, die später eine Zulassung als Medizinerin erhielt. In seiner Jugend zog die Familie nach Caledonia im Marion County, wo sein Vater eine lokale Wochenzeitung namens The Argus erwarb. In der Redaktion lernte Harding die Grundlagen des Zeitungsgeschäfts kennen. Er absolvierte das Ohio Central College in Iberia (später umbenannt in Muskingum College). Während seiner Studentenzeit arbeitete er für die Zeitschrift Union Register in Mount Gilead.

### Einstieg in die Politik

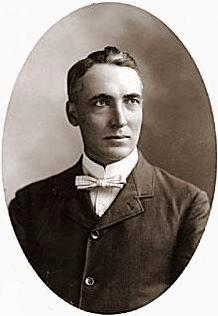
Harding im Jahr 1882

Nach dem Collegeabschluss zog Harding 1884 nach Marion, wo er 300 Dollar (nach heutiger Kaufkraft 9.900 Dollar) auftrieb, um mit zwei Freunden die bis dahin erfolglose Zeitung Marion Daily Star zu erwerben. Es handelte sich dabei um die auflagenschwächste Zeitung der Stadt. Harding tauschte die Redaktion aus und unterstützte die Republikaner, womit er allerdings nur mäßigen Erfolg hatte. Seine politischen Ansichten unterschieden sich stark von denen der Lokalpolitik in Marion. Als Harding sich daran machte, das Konkurrenzblatt Marion Independent zu überrunden, zog er sich den Zorn von Amos Kling, einem der reichsten örtlichen Immobilienspekulanten, zu. Harding gewann die folgenden Auseinandersetzungen, und der Marion Daily Star wurde zur auflagenstärksten Zeitung im Bezirk. Einer von Hardings Zeitungsjungen war Norman Thomas, der später ein bekannter Journalist und Führer der Sozialisten in New York City wurde.
Der Kampf um den Zeitungsmarkt hatte Hardings Gesundheit angegriffen. Im Alter von 24 Jahren litt er an Erschöpfungs- und Angstzuständen; 1889 verbrachte er mehrere Wochen in einem Sanatorium in Battle Creek, Michigan.
1891 heiratete Harding nach längerem Zögern Florence Kling, eine geschiedene Frau und Mutter eines jungen Sohnes. Ihr Vater Amos Kling war Hardings größter Widersacher. Als er von den Heiratsabsichten seiner einzigen Tochter hörte, verstieß er sie aus der Familie und verbot auch seiner eigenen Frau die Teilnahme an der Hochzeit. Kling sprach in den nächsten acht Jahren kein Wort mit seiner Tochter oder seinem Schwiegersohn.
In der Folgezeit half die geschäftstüchtige Florence, den Marion Daily Star in eine profitable Zeitung zu verwandeln. Es wird vermutet, dass ihr Antrieb Harding dazu veranlasste, in die Politik zu gehen. Harding wurde 1899 in den Senat von Ohio gewählt. Von 1903 bis 1905 war er Vizegouverneur des Staates. Nach seiner Amtszeit zog er sich ins Privatleben zurück.
Als er 1910 wieder in die Politik eintrat, verlor er das Rennen um das Amt des Gouverneurs gegen Judson Harmon. 1914 wurde er schließlich in den Senat der Vereinigten Staaten gewählt.
Harding war Freimaurer und wurde am 28. Juni 1901 in der Marion Lodge No. 70 in Marion initiiert. Am 27. August 1920 erreichte er den Meister-Grad, am 5. Januar 1921 erhielt er den 32. Grad des A. u. A. Schottischen Ritus in Columbus. Am 22. September 1921 wurde er zum 33. Grad gekugelt, aber er verstarb, bevor man ihm den Grad verleihen konnte.

### Präsidentschaftskandidatur 1920

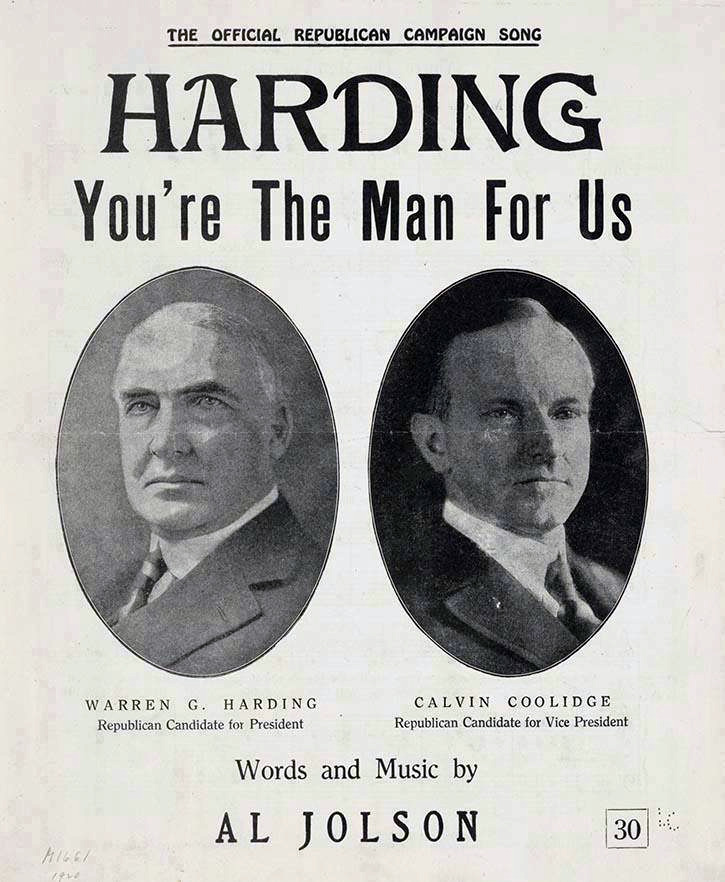
Wahlplakat der Republikaner für die Wahl 1920

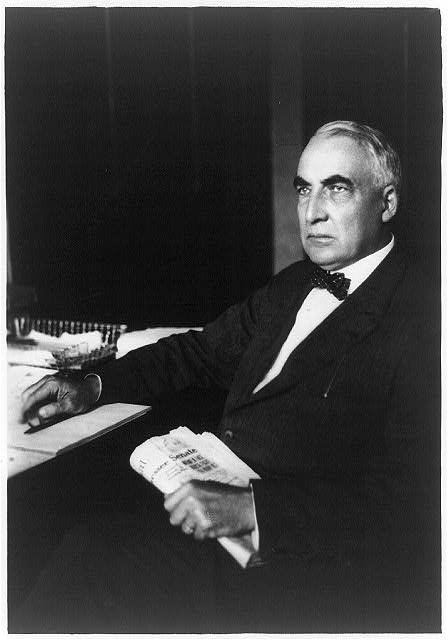
Porträt Hardings von 1920

Harding war außerhalb Ohios relativ unbekannt und deshalb 1920 bei der Republican National Convention in Chicago klarer Außenseiter. Aufgrund politischen Ränkeschmiedens seiner Parteifreunde gewann er dennoch die Nominierung vor dem zunächst lange bei den Abstimmungen führenden Leonard Wood.
Im Vorfeld wurde er befragt, ob es „unangenehme Episoden“ in seiner Vergangenheit gebe, die gegen ihn verwendet werden könnten. Harding verneinte dies. Nach der Nominierung wurde jedoch eine Affäre mit einer verheirateten Frau bekannt. Da es zu spät war, einen neuen Kandidaten aufzustellen, wurde die Familie der Frau mit Bestechung zum Schweigen gebracht.
Bei der Präsidentschaftswahl von 1920 trat Harding gegen den Demokraten James M. Cox, Gouverneur von Ohio, an. Demokratischer Kandidat für das Amt des Vizepräsidenten war der stellvertretende Marineminister und spätere Präsident Franklin D. Roosevelt. Die Demokraten standen für eine Weiterführung der fortschrittlichen Politik von Präsident Woodrow Wilson.
Hardings Wahlkampf lief dagegen unter dem Motto „Zurück zur Normalität“, wobei er drei populäre Trends seiner Zeit aufgriff: Zurück zu einer Politik des Isolationismus als Reaktion auf den Ersten Weltkrieg, eine Beschränkung der Einwanderung und eine Rückkehr zur Politik der Nichteinmischung (laissez-faire) der Ära William McKinleys.
Hardings Programm traf den Zeitgeist vieler Amerikaner. Er wurde massiv von der Presse unterstützt, und erstmals wurden Filmstars für einen Wahlkampf eingespannt. Konservative Prominente wie Al Jolson, Lillian Russell, Douglas Fairbanks und Mary Pickford reisten nach Ohio. Finanzgrößen wie Thomas Alva Edison, Henry Ford und Harvey Firestone unterstützten Hardings Kampagne. Sein Einsatz für die Frauenrechte fand bei vielen Wählerinnen Zustimmung. Insgesamt pilgerten über 600.000 Menschen während des Wahlkampfes in die Kleinstadt Marion.
Hardings Frau Florence beteiligte sich aktiv am Wahlkampf und trug zur Popularität ihres Mannes bei. In einem im Garten des Hauses errichteten Bungalow, der als Pressebüro diente, gab sie Interviews und posierte für Fotos. Harding bediente sich auch eines Wahlkampfschlagers mit dem lapidaren Titel Harding.
Die Wahl von 1920 war die erste, bei der Frauen landesweit stimmberechtigt waren. Harding erzielte einen Erdrutschsieg: er erhielt 60,3 Prozent der Wahlmänner-Stimmen; sein Rivale Cox 34,1 Prozent (404 zu 127 Stimmen im Wahlmännerausschuss). Erreicht wurde außerdem der vierthöchste Stimmenanteil bei einer Wahl hinter 1964, 1936 und 1972. Der Sozialist Eugene V. Debs, der seinen Wahlkampf aus einer Zelle eines Bundesgefängnisses heraus führte, erhielt 3,4 Prozent der landesweiten Stimmen. Als Harding im März 1921 Präsident wurde, ließ er Debs und andere politische Gefangene begnadigen.

## Präsidentschaft (1921–1923)

### Amtsführung

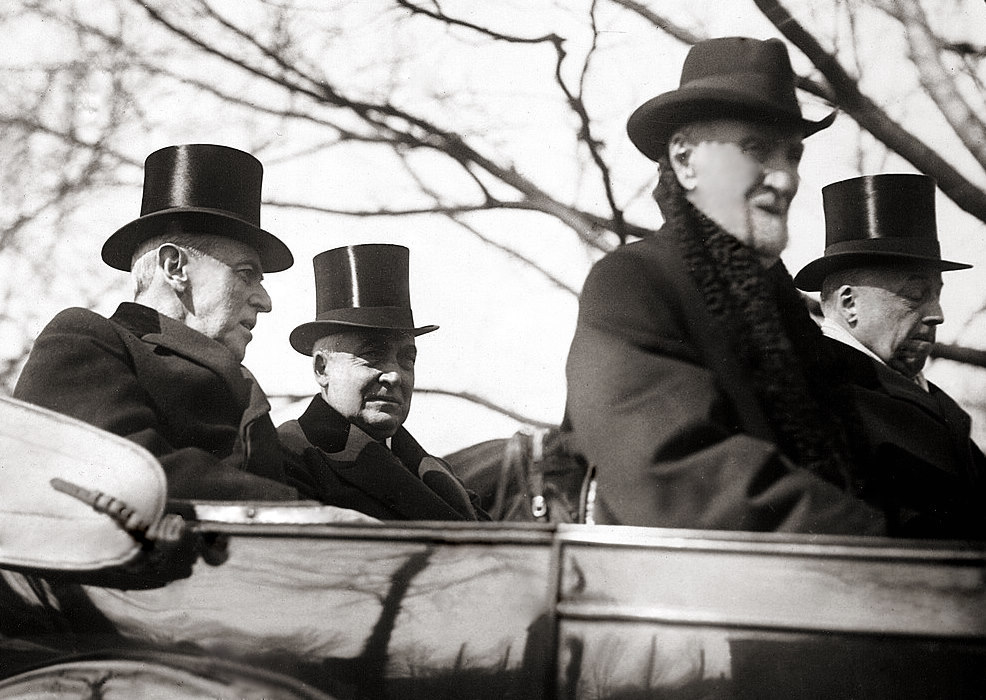
Harding (2. v. l.) kurz nach der Amtseinführung. Links im Bild sein Vorgänger im Präsidentenamt Woodrow Wilson

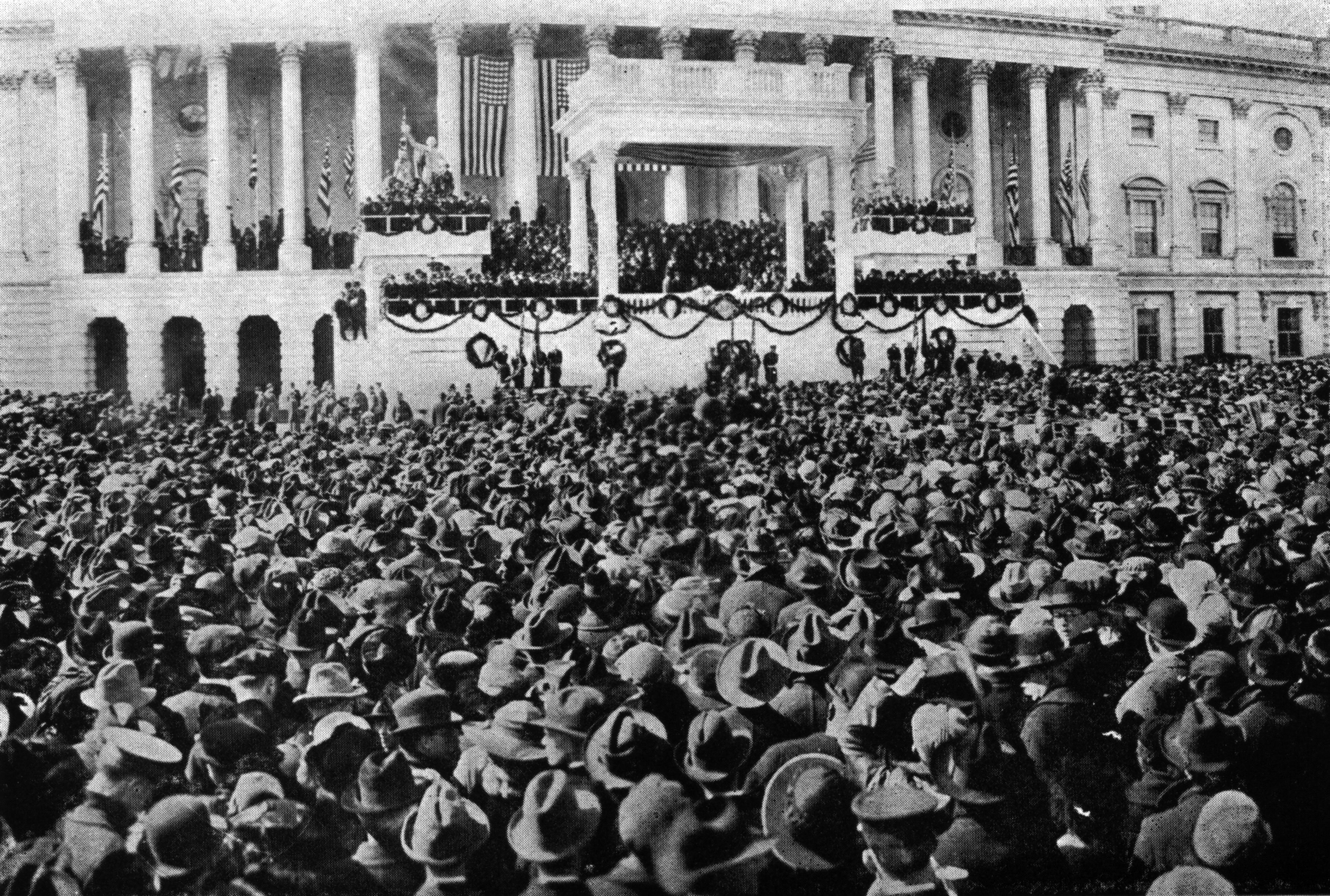
Öffentliche Feierlichkeiten zur Amtseinführung von Harding, 1921

Hardings Beraterstab und sein Kabinett entsprachen der Mannschaft, die auf der republikanischen Parteiversammlung von 1920 vorgestellt worden war. So beschäftigte er als erster Präsident mit Judson C. Welliver, dem Leiter der Öffentlichkeitsarbeit in seinem Wahlkampfteam, einen Redenschreiber im Weißen Haus. Harding wurde im Rahmen einer feierlichen Zeremonie vor dem Kapitol in Washington, D.C. am 4. März 1921 zum US-Präsidenten vereidigt.
Seine Antrittsrede war die erste, die über den Rundfunk übertragen wurde. Um die Ausstrahlung kümmerte sich die Marine der USA. Das Quasi-live-Signal wurde von Antennen in Arlington County (NAA) über 2500 Meter Langwelle in die USA übertragen. Die internationalen Empfangsstationen in Europa und dem Nahen Osten versorgte die Marine von Sayville auf Long Island aus auf der Langwelle 7800 Meter. Auch Wiederholungen der Ansprache im Laufe des Tags wurden festgelegt.
Unter Harding wurde eine Politik der Nichteinmischung in den Bereichen Wirtschaft und Soziales betrieben. Die wirtschaftliche Entwicklung der Nation sollte nicht durch staatliche Überwachung behindert werden. Harding war ein Verfechter der klaren Trennung der staatlichen Gewalten. Dem obersten Gerichtshof (Supreme Court) räumte er einen hohen Stellenwert ein und bestellte den ehemaligen Präsidenten William Howard Taft zum obersten Richter.
Mit dem Budget and Accounting Act von 1921 wurde das Bureau of the Budget geschaffen, dessen Nachfolgebehörde das heutige Office of Management and Budget ist. Dieses Gesetz sah außerdem vor, dass der Präsident dem US-Kongress jährlich einen Haushaltsplan vorlegen muss. Des Weiteren wurde mit dem Government Accountability Office ein Rechnungshof zur Prüfung der Staatsausgaben in Dienst gestellt, der dem Kongress unterstellt ist.
Während Hardings Amtszeit wurde ein Friedensvertrag mit dem Deutschen Reich, Österreich und Ungarn unterzeichnet, womit der Erste Weltkrieg für die USA formal beendet wurde. Kolumbien wurde für den Verlust von Panama entschädigt und die Washingtoner Flottenkonferenz ins Leben gerufen. Harding ließ das Veterans Bureau einrichten, das sich um die Bedürfnisse der Weltkriegsveteranen kümmerte und damit Vorläufer des heutigen Kriegsveteranenministeriums war.
Der Präsident hielt zahlreiche öffentliche Reden. Im Oktober 1921 sprach er in Birmingham, Alabama, die vorherrschende Rassenproblematik an, wobei er ausführte, dass die Nation das wirtschaftliche Wachstum nicht eher genießen dürfe, bis die Gleichheit der Rassen hergestellt sei (letzteres wurde 1964 durch den von Präsident Lyndon B. Johnson initiierten Civil Rights Act of 1964 vorangetrieben).
Er war den technischen Revolutionen seiner Zeit gegenüber aufgeschlossen, insbesondere dem während seiner Amtszeit startenden Rundfunk. Er war der erste US-Präsident, der sich, damals noch von der Navy, einen Rundfunkempfänger ins Weiße Haus stellen ließ.
Hardings Reden enthielten oft Versprecher oder Sinnfehler. Er beharrte jedoch darauf, seine Reden selbst zu schreiben. Anfangs erledigte er einen Großteil der Korrespondenz selbst, darunter auch Beschwerden von Bürgern, die an den Präsidenten gerichtet waren. Kritiker warfen ihm ein grauenhaftes Englisch vor, das vor Fehlern strotze. Als sich 1923 sein Gesundheitszustand verschlechterte, ließ er die Korrespondenz von einem Stab von Assistenten erledigen.

### Skandale, Affären, Gerüchte
Nach der Amtseinführung verhalf Harding vielen seiner politischen Freunde zu lukrativen Ämtern. Eine Gruppe, die als „Ohio Gang“ bekannt wurde, nutzte ihre Position, um Regierungsgelder zu hinterziehen. Inwieweit Harding von diesen Machenschaften gewusst hat, ist nicht bekannt.
Anfang des Jahres 1923 wurde eine großangelegte Korruptionsaffäre um Hardings engsten Beraterstab aufgedeckt. Thomas W. Miller, Chef des Amtes für ausländische Besitztümer, wurde beschuldigt, Schmiergelder angenommen zu haben. Jess Smith, Assistent des Justizministers, hatte Unterlagen vernichtet und dann Suizid begangen. Justizminister Harry M. Daugherty selbst musste später wegen der Annahme von Bestechungsgeldern und des Daugherty-Burns-Skandals zurücktreten. Charles R. Forbes, Direktor des Bureau of Veterans Affairs, unterschlug Gewinne, strich große Summen an Bestechungsgeldern ein und organisierte den illegalen Vertrieb von Alkohol und anderen Drogen (von 1920 bis 1933 herrschte Prohibition in den Vereinigten Staaten).
Am bekanntesten wurde der Teapot-Dome-Skandal, in den Innenminister Albert B. Fall verwickelt war. Nach Zahlung von Schmiergeldern wurden wertvolle Ölfelder an zwei Firmen vergeben. 1931 wurde Fall – als erstes Mitglied eines US-Kabinetts – zu einer Haftstrafe verurteilt.
Harding war zwar selbst nicht in diese Machenschaften verstrickt, spielte allerdings keine glückliche Rolle bei der Aufdeckung und Aufarbeitung der Skandale. Überliefert ist folgender Ausspruch Hardings: “My God, this is a hell of a job! I have no trouble with my enemies, but my damn friends, my God-damned friends… they’re the ones that keep me walking the floor nights!” („Mein Gott, dieser Job ist die Hölle! Ich habe keinen Ärger mit meinen Feinden, aber meine verdammten Freunde, meine gottverdammten Freunde … sie sind es, die mir schlaflose Nächte bereiten!“)
Harding hatte mehrere außereheliche Affären, darunter eine langjährige Beziehung zu der zehn Jahre jüngeren Carrie Fulton Phillips, der Ehefrau eines alten Freundes. Um einem Skandal im Vorfeld der Präsidentschaftswahlen vorzubeugen, erhielt die Familie Phillips von der Republikanischen Partei einen Betrag von 50.000 US-Dollar und bekam eine mehrwöchige Reise nach Japan bezahlt. Mrs. Phillips erhielt außerdem mehrere Jahre lang ein monatliches „Gehalt“ von den Republikanern.
Mit Nan Britton, der Tochter eines Freundes, hatte Harding eine uneheliche Tochter, die 1919 zur Welt kam. Harding hat seine Tochter Elizabeth Ann Blaesing nie gesehen; er zahlte jedoch große Summen Unterhalt. Die von Hardings Familie nach seinem Tod bestrittene Vaterschaft wurde 2015 durch einen DNA-Test bestätigt.
Hardings Gegner, darunter sein Schwiegervater Amos Kling, setzten in den 1880er Jahren das Gerücht in die Welt, dass seine Vorfahren Afroamerikaner seien und „schwarzes Blut“ in seinen Adern fließe. In einer Zeit, die von rassistischen Vorurteilen geprägt war, wurde somit eine Rufmordkampagne betrieben. Spätere Nachforschungen ergaben keine Hinweise auf afrikanische Vorfahren.
Der zweite Ku-Klux-Klan gewann nach seiner Gründung zunehmend an Popularität und politischer Macht, insbesondere unter anderem in Ohio, der Heimat Hardings, und befand sich während der Roaring Twenties auf dem Höhepunkt seines gesellschaftlichen Einflusses. Der neue Klan sah sich als eine moralische Kraft zur Wiederherstellung des weißen, protestantischen Amerikas und hatte nun als Feindbild neben den Afroamerikanern alle anderen Bevölkerungsgruppen, vor allem die zahlreichen katholischen Zuwanderer aus Irland und Italien und auch die jüdischen Osteuropäer, welche diesem Ideal nicht entsprachen. Laut sehr umstrittener Angaben des Klans selber und einiger Historiker trat Harding während einer vom Grand Wizard William Joseph Simmons im Weißen Haus durchgeführten Privatzeremonie dem Klan bei. Trotz intensiver Nachforschungen konnten für diese Aussagen nie Belege gefunden werden.  Von den meisten Historikern wird diese Behauptung abgelehnt und als nachträgliche Konstruktion angesehen. Harding sprach sich im Gegensatz zu anderen Politikern seiner Zeit gegen rassistische Theorien aus und verurteilte die Gewalt gegen Minderheiten, ohne den Namen des KKK explizit zu nennen. Möglicherweise sei das Gerücht also von verärgerten Mitgliedern des Klans in die Welt gesetzt worden.

### Tod im Amt

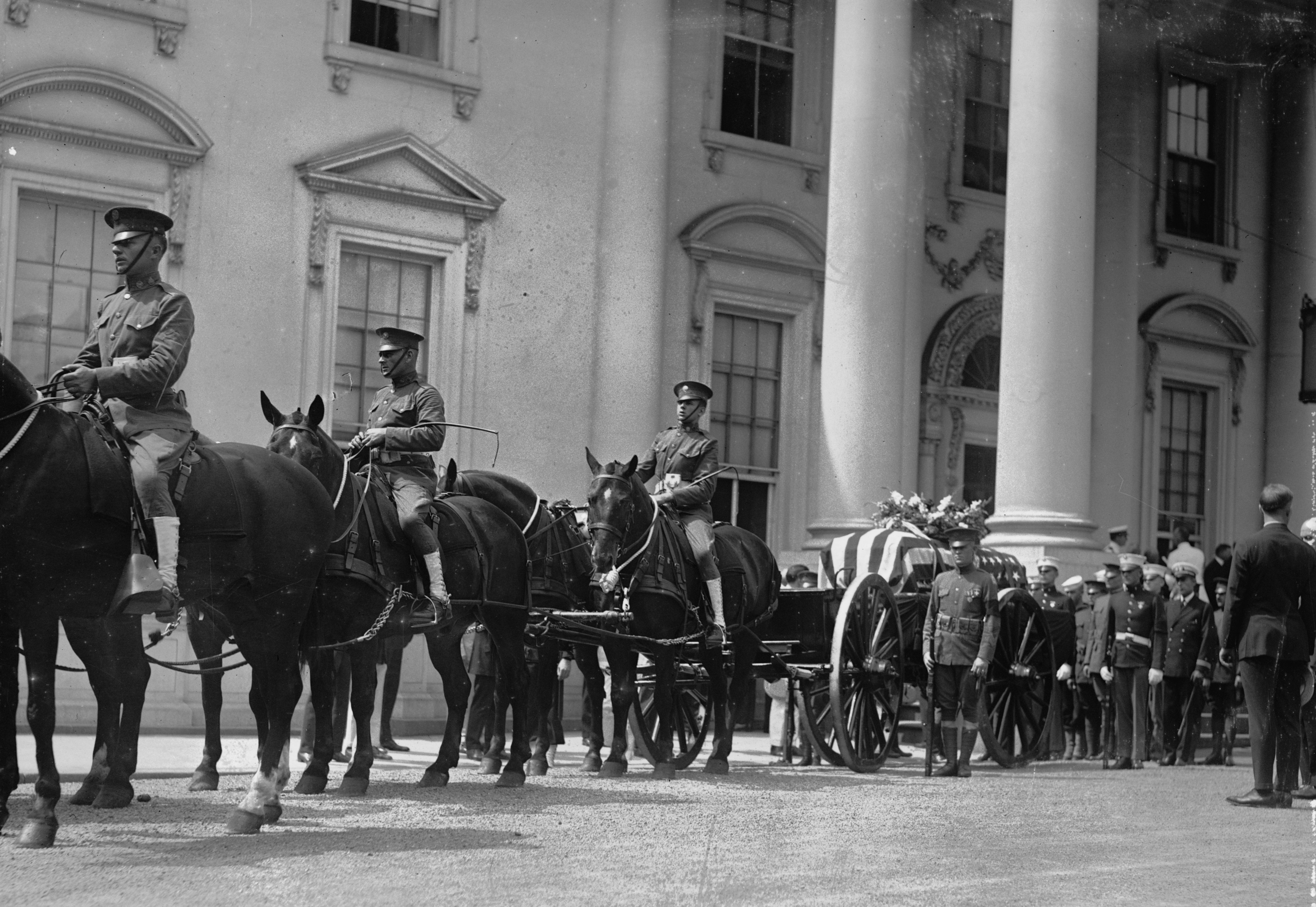
Prozession zu Hardings Begräbnis vor dem Weißen Haus, August 1923

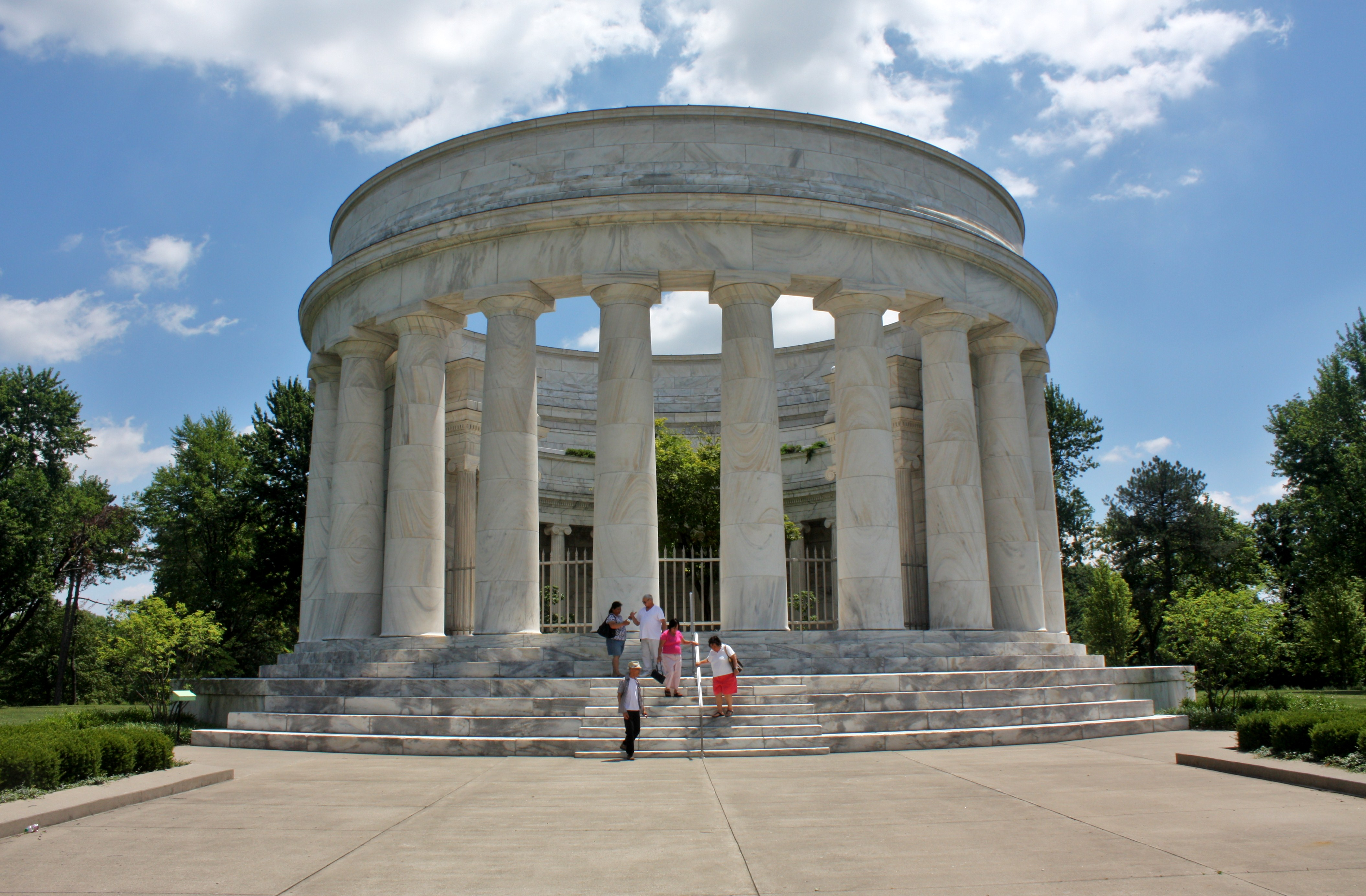
Harding Memorial

Im Juli 1923 unternahm Harding eine ausgedehnte Reise durch das Alaska-Territorium und den Westen der Vereinigten Staaten, wo er unter anderem der Eröffnung der Alaska Railroad beiwohnte. Insbesondere den einfachen Menschen wollte er auf dieser „Voyage of Understanding“ („Reise der Verständigung“) die Ziele seiner Politik näherbringen. Zu dieser Zeit begann die Korruptionsaffäre um seine Kabinettsmitglieder bekannt zu werden. In Alaska erreichte ihn eine Mitteilung, in der illegale Aktivitäten detailliert geschildert wurden, worüber Harding sichtlich schockiert war.
Auf der Reise durch das kanadische British Columbia entwickelte er Symptome, die auf einen schweren Fall von Lebensmittelvergiftung schließen ließen. Als er das Palace Hotel in San Francisco erreichte, zeigten sich Zeichen einer Lungenentzündung. Am Abend des 2. August 1923 starb er infolge eines Herzinfarktes oder eines Schlaganfalles. Harding war der sechste US-Präsident, der während seiner Amtszeit starb. Sein Nachfolger wurde Vizepräsident Calvin Coolidge.
Da Hardings Witwe eine Autopsie verweigerte, kamen bald Gerüchte auf, er sei das Opfer einer Verschwörung geworden.
Der Leichnam wurde nach Washington, D.C. überführt und im East Room des Weißen Hauses aufgebahrt. Nach einem Staatsakt beim Kapitol erfolgte die Beerdigung auf dem Friedhof von Marion. Seit 1931 ruhen Harding und seine 1924 verstorbene Frau in dem von Präsident Herbert Hoover gestifteten Harding Memorial in Marion.
In zahlreichen Umfragen von Historikern wird Harding als einer der schlechtesten Präsidenten der USA geführt; in Ranglisten aus den Jahren 2017/18 nimmt er den viert- bis sechstletzten Platz ein. Demgegenüber kam John Dean 2004 in seiner Harding-Biographie zu dem Schluss, dass dessen Präsidentschaft einige Leistungen vorzuweisen habe, die deutlich gegen eine äußerst negative Bewertung sprächen.

### Berufungen an den Supreme Court

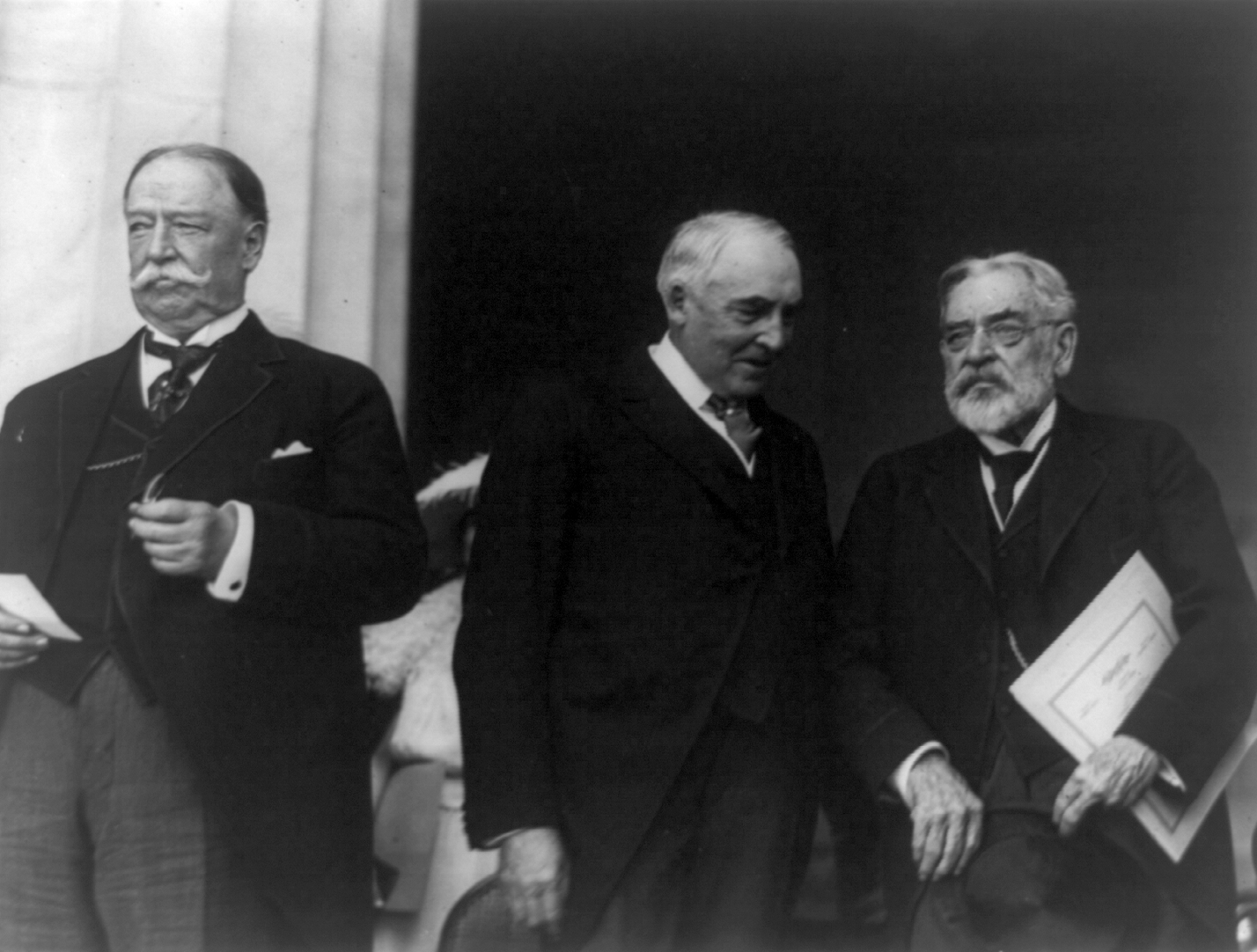
Präsident Harding (Mitte) mit Chief Justice und Ex-Präsident William Howard Taft (links) sowie dem früheren Kriegsminister Robert Todd Lincoln, einem Sohn Abraham Lincolns (1921)

Obwohl Harding nur rund zweieinhalb Jahre Präsident war, ernannte er in dieser Zeit vier der insgesamt neun Richter am Obersten Gerichtshof der USA:
- William Howard Taft, Chief Justice, 1921
- George Sutherland, 1922
- Pierce Butler, 1923
- Edward Terry Sanford, 1923

Mit der Ernennung von Taft wurde zum ersten und bis heute einzigen Mal ein früherer US-Präsident zum Höchsten Richter des Landes ernannt. Bis dato ist er auch die einzige Person, die beide Ämter bekleidete. Taft, dessen Lebenstraum es war, Chief Justice zu werden, hatte von 1909 bis 1913 das Präsidentenamt innegehabt. Er leitete den Supreme Court noch bis kurz vor seinem Tod im Jahr 1930.
Weitere Berufungen erfolgten an niedrigere Bundesgerichte.